# Gorrevod
Pour les articles homonymes, voir Gorrevod (homonymie).
Gorrevod est une commune française, située dans le département de l'Ain en région Auvergne-Rhône-Alpes.

## Géographie
Gorrevod fait partie de la Bresse ; c'est une commune à habitat dispersé en plusieurs hameaux.

### Climat
Pour des articles plus généraux, voir Climat d'Auvergne-Rhône-Alpes et Climat de l'Ain.
En 2010, le climat de la commune est de type climat océanique dégradé des plaines du Centre et du Nord, selon une étude du CNRS s'appuyant sur une série de données couvrant la période 1971-2000. En 2020, Météo-France publie une typologie des climats de la France métropolitaine dans laquelle la commune est exposée à un climat semi-continental et est dans la région climatique Bourgogne, vallée de la Saône, caractérisée par un bon ensoleillement (1 900 h/an), un été chaud (18,5 °C), un air sec au printemps et en été et des vents faibles.
Pour la période 1971-2000, la température annuelle moyenne est de 11,4 °C, avec une amplitude thermique annuelle de 17,9 °C. Le cumul annuel moyen de précipitations est de 885 mm, avec 11 jours de précipitations en janvier et 7,8 jours en juillet. Pour la période 1991-2020, la température moyenne annuelle observée sur la station météorologique de Météo-France la plus proche, sur la commune de Romenay à 14 km à vol d'oiseau, est de 11,8 °C et le cumul annuel moyen de précipitations est de 983,9 mm,. Pour l'avenir, les paramètres climatiques de la commune estimés pour 2050 selon différents scénarios d'émission de gaz à effet de serre sont consultables sur un site dédié publié par Météo-France en novembre 2022.

## Urbanisme

### Typologie
Au 1er janvier 2024, Gorrevod est catégorisée bourg rural, selon la nouvelle grille communale de densité à 7 niveaux définie par l'Insee en 2022.
Elle appartient à l'unité urbaine de Pont-de-Vaux, une agglomération intra-départementale dont elle est une commune de la banlieue,. Par ailleurs la commune fait partie de l'aire d'attraction de Mâcon, dont elle est une commune de la couronne,. Cette aire, qui regroupe 105 communes, est catégorisée dans les aires de 50 000 à moins de 200 000 habitants,.

### Occupation des sols
L'occupation des sols de la commune, telle qu'elle ressort de la base de données européenne d’occupation biophysique des sols Corine Land Cover (CLC), est marquée par l'importance des territoires agricoles (85,7 % en 2018), une proportion identique à celle de 1990 (85,7 %). La répartition détaillée en 2018 est la suivante :
zones agricoles hétérogènes (40 %), prairies (24 %), terres arables (21,6 %), forêts (8,6 %), zones urbanisées (5,8 %).
L'évolution de l’occupation des sols de la commune et de ses infrastructures peut être observée sur les différentes représentations cartographiques du territoire : la carte de Cassini (XVIIIe siècle), la carte d'état-major (1820-1866) et les cartes ou photos aériennes de l'IGN pour la période actuelle (1950 à aujourd'hui).

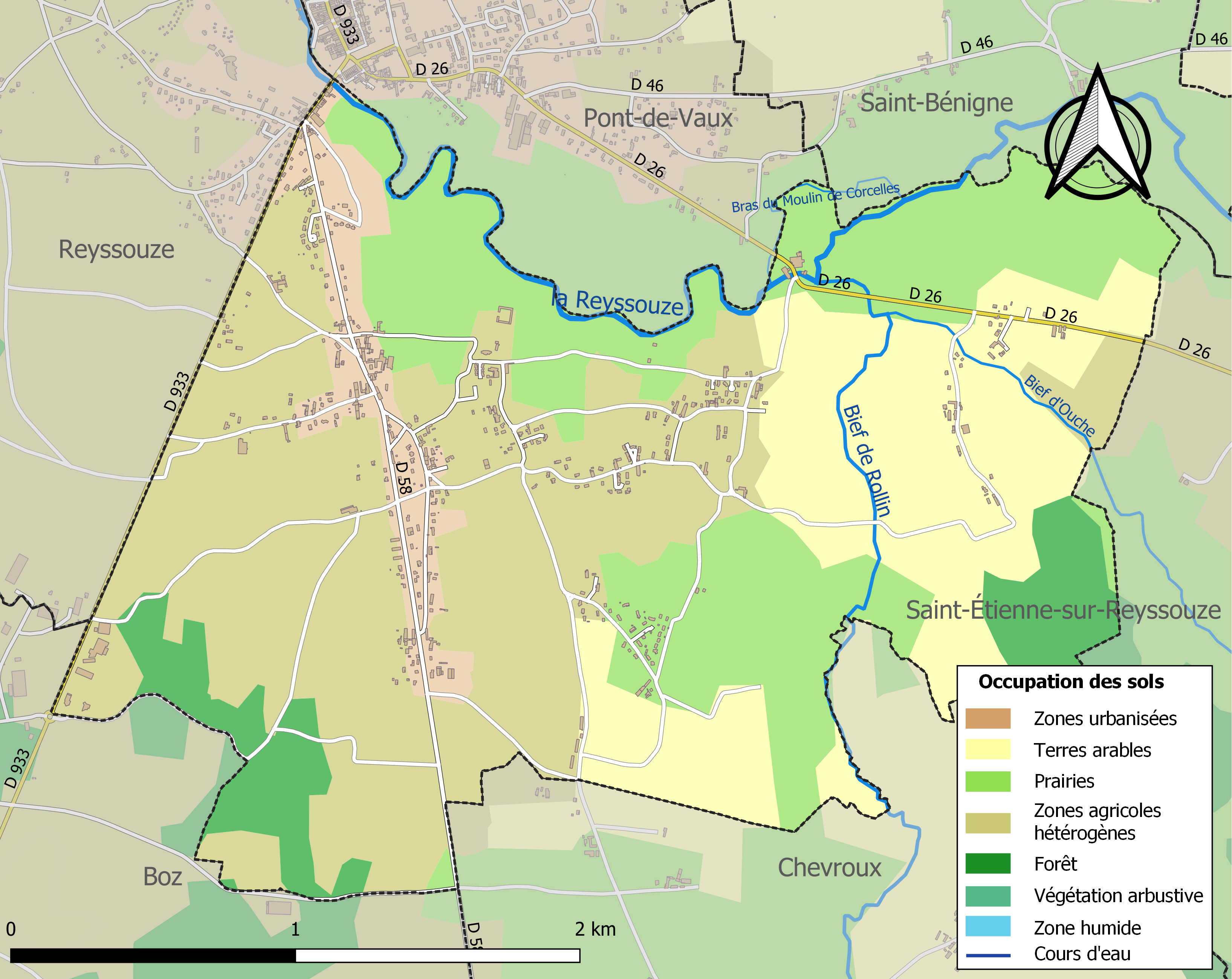
Carte des infrastructures et de l'occupation des sols de la commune en 2018 (CLC).

## Histoire
Terre éponyme d'une vieille famille bressane liée aux comtes de Pont-de-Vaux, et illustrée par le cardinal Louis de Gorrevod (1473-1535) au XVIe siècle. La commune lui doit son blason D'azur au chevron d'or.
En 1845, la partie ouest du territoire est détachée pour donner la commune de Reyssouze.

## Politique et administration

### Découpage territorial
La commune de Gorrevod est membre de la communauté de communes Bresse et Saône, un établissement public de coopération intercommunale (EPCI) à fiscalité propre créé le 1er janvier 2017 dont le siège est à Bâgé-le-Châtel. Ce dernier est par ailleurs membre d'autres groupements intercommunaux.
Sur le plan administratif, elle est rattachée à l'arrondissement de Bourg-en-Bresse, au département de l'Ain et à la région Auvergne-Rhône-Alpes. Sur le plan électoral, elle dépend du  canton de Replonges pour l'élection des conseillers départementaux, depuis le redécoupage cantonal de 2014 entré en vigueur en 2015, et de la première circonscription de l'Ain  pour les élections législatives, depuis le dernier découpage électoral de 2010.

### Administration municipale

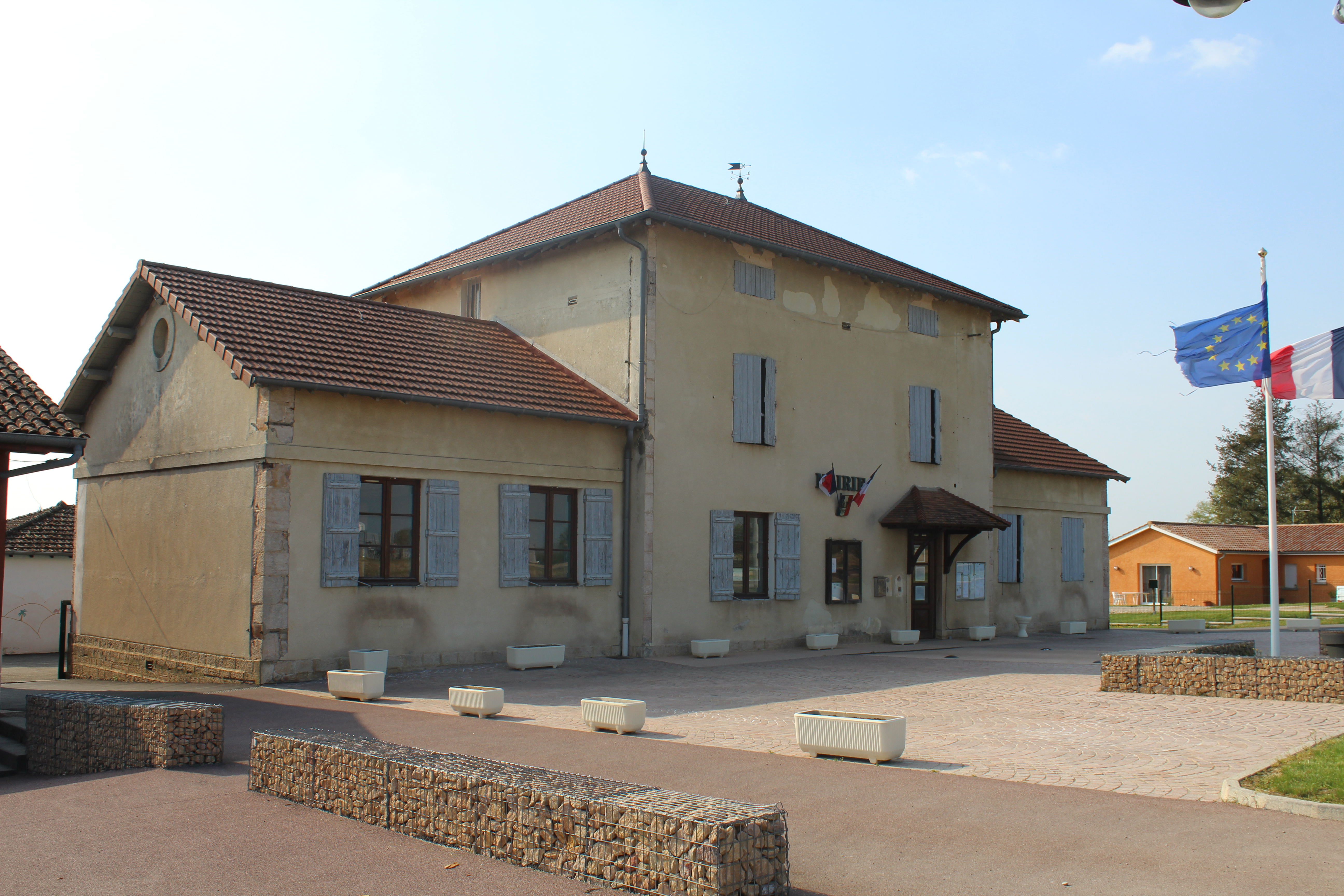
Mairie.

| Période                                  | Période  | Identité         | Étiquette | Qualité                                                         |
| ---------------------------------------- | -------- | ---------------- | --------- | --------------------------------------------------------------- |
| 1995                                     | En cours | Henri Guillermin | UMP-LR    | Retraité, ancien conseiller général réélu en 2001, 2008 et 2014 |
| Les données manquantes sont à compléter. |          |                  |           |                                                                 |

## Démographie
L'évolution du nombre d'habitants est connue à travers les recensements de la population effectués dans la commune depuis 1793. Pour les communes de moins de 10 000 habitants, une enquête de recensement portant sur toute la population est réalisée tous les cinq ans, les populations de référence des années intermédiaires étant quant à elles estimées par interpolation ou extrapolation. Pour la commune, le premier recensement exhaustif entrant dans le cadre du nouveau dispositif a été réalisé en 2004.
En 2022, la commune comptait 782 habitants, en évolution de −9,18 % par rapport à 2016 (Ain : +5,15 %, France hors Mayotte : +2,11 %).
| 1793  | 1800  | 1806  | 1821  | 1831  | 1836  | 1841  | 1846 | 1851 |
| ----- | ----- | ----- | ----- | ----- | ----- | ----- | ---- | ---- |
| 2 050 | 2 006 | 1 599 | 1 657 | 1 756 | 1 783 | 1 782 | 603  | 630  |

| 1856 | 1861 | 1866 | 1872 | 1876 | 1881 | 1886 | 1891 | 1896 |
| ---- | ---- | ---- | ---- | ---- | ---- | ---- | ---- | ---- |
| 628  | 584  | 598  | 559  | 583  | 542  | 548  | 552  | 544  |

| 1901 | 1906 | 1911 | 1921 | 1926 | 1931 | 1936 | 1946 | 1954 |
| ---- | ---- | ---- | ---- | ---- | ---- | ---- | ---- | ---- |
| 525  | 491  | 493  | 423  | 413  | 407  | 402  | 386  | 393  |

| 1962 | 1968 | 1975 | 1982 | 1990 | 1999 | 2004 | 2006 | 2009 |
| ---- | ---- | ---- | ---- | ---- | ---- | ---- | ---- | ---- |
| 373  | 356  | 400  | 441  | 512  | 561  | 586  | 648  | 781  |

| 2014 | 2019 | 2022 | - | - | - | - | - | - |
| ---- | ---- | ---- | - | - | - | - | - | - |
| 842  | 784  | 782  | - | - | - | - | - | - |

## Culture et patrimoine

### Lieux et monuments
- Château appartenant à une branche collatérale des comtes de Pont-de-Vaux et qui a pris le nom du château[22]. Seigneurie unie au comté de Pont-de-Vaux (1521), puis duché (1623). La maison forte flanquée de quatre tourelles est citée en 1447[23].
- Tourbière des Oignons classée zone naturelle d'intérêt écologique, faunistique et floristique de type I et Natura 2000.
- Église Saint-Pierre-et-Saint-Paul de Gorrevod.

### Personnalité
- Famille de Gorrevod, seigneurs des lieux[22].

### Héraldique
| Blason de Gorrevod | Blason  | D'azur au chevron d'or. |
| Blason de Gorrevod | Détails |                         |